# Fujio Masayuki
Fujio Masayuki (jap. 藤尾 正行; * 1. Januar 1917 in der Präfektur Tokio; † 22. Oktober 2006) war ein japanischer Politiker und Minister.

## Biografie
Fujio war Mitglied der Liberaldemokratischen Partei (LDP) und als solches von 1955 bis 1996 Abgeordneter des Unterhauses (Shūgiin) für den 2. Wahlkreis Tochigi. Innerhalb der LDP gehörte er zunächst zur Kōno-Faktion, dann zur Fukuda-Faktion und später zur Takeshita-Faktion. Im Kabinett Suzuki war er zwischen 1980 und 1981 Arbeitsminister, von 1983 bis 1986 Vorsitzender des politischen Forschungsrates (政務調査会, seimu chōsakai) der LDP.
Im Juni 1986 wurde er von Premierminister Nakasone Yasuhiro zum Bildungsminister in dessen 3. Kabinett berufen. In einem umstrittenen Interview mit dem Magazin Bungei Shunjū machte er mehrere widersprüchliche Aussagen zur Rolle Japans im Zweiten Weltkrieg. Dabei behauptete er, dass das Töten von Menschen im Krieg kein Mord im Sprachgebrauch des Internationalen Rechts sei und man die Tokioter Prozesse als nicht korrekt bezeichnen könne. Daneben verglich er den Besuch des umstrittenen Yasukuni-Schreins mit dem Besuch eines konfuzianischen Tempels. Schließlich bezeichnete er das Massaker von Nanking, bei dem mindestens 200.000 Zivilisten und Kriegsgefangene ermordet und rund 20.000 Mädchen und Frauen durch japanische Besatzer vergewaltigt wurden, als Erfindung. Nachdem Fujio eine Entschuldigung oder Rücknahme seine Äußerungen abgelehnt hatte, kam es zu seiner Entlassung durch Premierminister Nakasone bereits im September 1986.
Nach seinem Ausscheiden aus der Politik zur Shūgiin-Wahl 1996 widmete er sich überwiegend seinem Hobby, der Gartenkunst des Bonsai. Er trat 1989 für die Gründung der World Bonsai Friendship Federation ein und war von 2004 bis zu seinem Tode Präsident der Nippon Bonsai Association. Für seine Verdienste um die japanische Politik und Gesellschaft wurde er mit dem Großkreuz des Ordens der Aufgehenden Sonne geehrt.